# Orgyia pusilla
Orgyia pusilla är en fjärilsart som beskrevs av Butler 1882. Orgyia pusilla ingår i släktet fjädertofsspinnare, och familjen tofsspinnare. Inga underarter finns listade i Catalogue of Life.